# Dinastia Ming
La dinastia Ming (en xinès tradicional i simplificat: 明朝; en pinyin: Míng Cháo) o Imperi de la Gran Ming (xinès tradicional: 大明國; xinès simplificat: 大明国; pinyin: Dàmíng Guó), va ser la dinastia governant de la Xina des de 1368 fins a 1644, i aparegué després del col·lapse provocat pels mongols al final de la dinastia Yuan. Amb els Ming es visqué «una de les èpoques de la història humana amb més ordre en el govern i més estabilitat social». Va ser l'última dinastia a la Xina governada per l'ètnia dels han. Tot i que la capital Pequín va caure el 1644 davant la revolta encapçalada per Li Zicheng, que fou aviat substituït per la dinastia manxú Qing, els règims lleials al tron Ming, anomenats en conjunt el Ming del Sud, va sobreviure fins a 1662.
El poder Ming va fer possible la construcció d'una gran flota marítima i un exèrcit d'un milió de soldats. Tot i que el comerç marítim privat i les missions oficials procedents de la Xina havien existit ja en dinasties anteriors, al segle xv, la flota que existí sota el comandament de l'almirall musulmà i eunuc Zheng He va superar tot el que s'havia vist amb anterioritat. Hi va haver grans projectes de construcció, inclosa la restauració del Gran Canal, de la Gran Muralla i la creació de la Ciutat Prohibida de Pequín durant el primer quart del segle xv. Les estimacions de la població en el període tardà dels Ming es mouen entre els 160 i els 200 milions d'habitants. La dinastia Ming es considera sovint com un punt culminant de la civilització xinesa i una dinastia en la qual sorgiren els primers indicis del capitalisme.
L'emperador Hongwu, que governà del 1368 al 1398, va tractar de crear una societat en la que fomentà l'autosuficiència de les comunitats rurals de manera que no tinguessin cap necessitat d'establir una relació comercial amb els centres urbans. La seva reconstrucció de la base agrícola de la Xina i l'enfortiment de vies de comunicació a través d'un sistema de missatgeria militaritzat. Com que s'aconseguí un gran excedent agrícola aquest podria ser venut en mercats situats al llarg de les rutes. La cultura rural i el comerç van rebre la influència de les tendències urbanes. Les classes superiors de la societat, consagrada com una aristocràcia acadèmica, també es van veure afectades per aquesta nova cultura basada en el consum. En un trencament amb la tradició, les famílies de comerciants va començar a formar candidats per convertir-se en estudiosos i funcionaris, i adoptar els trets culturals i les pràctiques típiques de l'aristocràcia. Paral·lelament, aquesta tendència també influí en la filosofia social i política, la burocràcia i les institucions governamentals, i també en les arts i la literatura.
Al segle xvi l'economia Ming va rebre l'impuls pel comerç marítim amb els portuguesos, espanyols i neerlandesos. La Xina es va convertir en un gran centre de comerç mundial de mercaderies, plantes, animals i d'aliments dins el gran esdeveniment comercial conegut com el gran intercanvi colombí. El comerç amb les potències europees i amb els japonesos generà l'arribada de grans quantitats de plata que arribà a substituir el coure i els bitllets de paper que eren el mitjà de canvi comú a la Xina. Ja durant les darreres dècades del govern dels Ming, el flux d'argent a la Xina va disminuir, soscavant així els ingressos de l'Estat i, de fet, de tota l'economia Ming. Aquest mal a l'economia es va veure agreujat pels efectes d'una Petita Edat de Gel que afectà especialment a l'agricultura, amb l'arribada de desastres naturals, males collites i epidèmies sobtades. El consegüent trencament de l'autoritat i la pèrdua del suport de la gent va permetre que alguns dirigents rebels, com és el cas de Li Ming Zicheng, poguessin desafiar l'autoritat.
El darrer emperador Ming, Chongzhen, es va suïcidar el 1644 quan els manxús van conquerir Beijing el 1644. En l'aspecte econòmic i cultural el Ming és el període en el qual la porcellana xinesa va arribar al punt de màxim refinament i importància, i la producció de ferro a la Xina era la major del món.

## Fundació de la dinastia
A partir de mitjan segle xiv, molts dels desastres naturals seguits per revoltes camperoles, la guerra civil en contra de la dominació mongol i el mode de vida dels governants debilità el poder de la dinastia Yuan i posà fi al domini mongol de la Xina, que fugiren cap al que actualment és Mongòlia. El líder d'aquesta rebel·lió va ser Zhu Yuanzhang. La institucionalització de la discriminació ètnica contra els xinesos va despertar un fort ressentiment, però altres explicacions per entendre la desaparició del Yuan són l'existència d'un excés d'inflació, i massives inundacions del riu Groc que comportaren, com a conseqüència, l'abandonament de projectes de reg. 	
En conseqüència, l'agricultura i l'economia van quedar arruïnades i va empènyer a la rebel·lió els centenars de milers de camperols cridats a treballar en la reparació dels dics del riu Groc.
Orfe des de la seva adolescència, Zhu Yuanzhang (朱元璋), el futur emperador Hongwu (洪武), va entrar en un monestir budista per evitar la fam, i el 1352 es va unir a l'exèrcit de Zixiang Guo, un dels líders dels Turbants vermells, un potent moviment rebel, alguns dels quals eren membres de la Secta del lotus blanc. Més tard, quan es va convertir ja en un líder rebel, es va trobar amb un erudit confucià que el va instruir sobre els assumptes d'estat. A continuació, reconvertit en un defensor del confucianisme i de les convencions del neoconfucianisme, i especialment com un rebel molt popular. Malgrat els seus humils orígens, es va convertir en el mascaró de proa del moviment patriòtic en contra de l'envellida dinastia Yuan. Una vegada va triomfar la revolta, va ser nomenat emperador el 23 de gener de 1368 i va establir la seva capital a Nanjing, que ell anomenà Yingtianfu (应天府), i adoptà com a nom del seu país, Hongwu.
La tradició popular sosté que va escollir el nom de la seva dinastia, Ming ("llum") per a continuar rebent el suport popular com a "Rei de la Llum", ja que inspirava als moviments religiosos maniqueus que donaren suport a la revolta. Feia més de mil anys que el fundador d'una dinastia no provenia de la classe camperola; el primer va ser l'emperador Gao Zu de la dinastia Han.
Atès que els invasors mongols, fins i tot rebutjats, seguien sent un perill molt present, Hongwu no recolzà la posició clàssica confuciana que considera que els militars són una classe inferior als buròcrates, que són els que han de controlar-los. Mantenir un exèrcit fort era simplement indispensable quan els mongols encara eren una amenaça. El nom "Hongwu" significa "un gran exèrcit" i reflecteix l'augment del prestigi dels militars.
Per contra, es compartia plenament l'aversió al comerç confucià i s'encoratjava l'establiment de comunitats agrícoles independents. La gestió feudal de la terra que havia existit sota la dinastia Song i Yuan va ser suprimida amb la creació de la nova dinastia. Grans propietats van ser confiscades pel govern, fragmentades i arrendades; i es va prohibir l'esclavitud. Després de la mort de l'emperador Yongle (Yung-ho), els petits propietaris independents ja formen la major part de la població agrària.

## L'administració

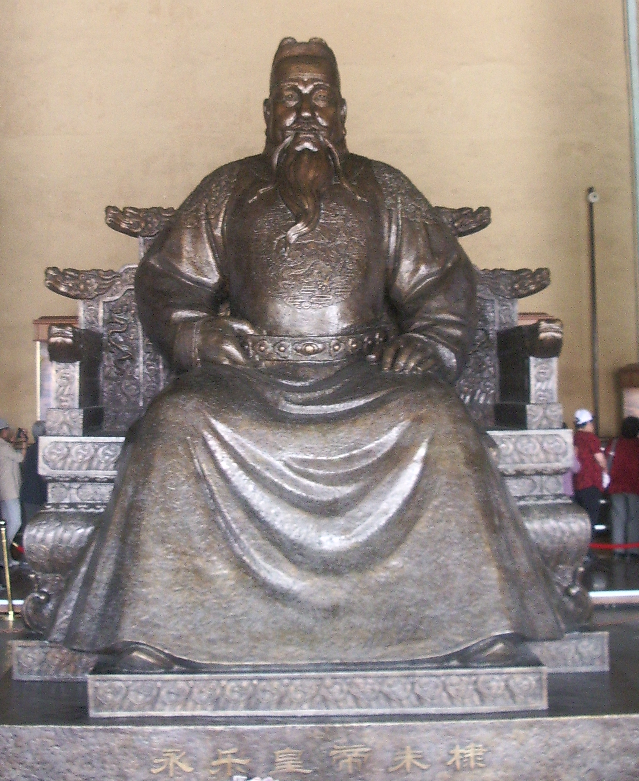
Estàtua de Yongle, el tercer emperador de la dinastia Ming.

Sota el regnat de Hongwu, els buròcrates mongols i els dels grups ètnics que no pertanyien als han, que havia dominat el govern durant gairebé un segle, van ser substituïts per xinesos han. Es restaura i renova el sistema tradicional d'exàmens, el personal és seleccionat d'acord amb el seu mèrit i el seu coneixement de la literatura i la filosofia. Els candidats a llocs de funcionari civil o militar han de passar un examen de coneixements dels clàssics xinesos. L'elit confuciana, marginada sota el regnat dels mongols, va recuperar el seu paper dins l'organització de l'estat.
Hongwu aconseguí reforçar el seu control sobre tots els aspectes de govern perquè així ningú aconseguís el poder suficient per a destronar-lo. Per fer front a les amenaces externes, va tractar de millorar les defenses de les fronteres del nord del país. A l'interior, concentrà més poder sota les seves mans. Va suprimir la Secretaria de l'Imperi, que va ser la principal virtut de l'anterior administració, després de sufocar una conspiració de la qual va acusar el seu primer ministre. Amb anterioritat, quan la situació de l'emperador era tradicionalment hereditària, el lloc de primer ministre va ser creat per tal de garantir un nivell de continuïtat, i la suficient competència en el govern en cas d'incapacitat dels emperadors corresponents. Però Hongwu, a la recerca d'una autoritat absoluta, va suprimir el lloc i va eliminar l'única protecció contra la incompetència d'un emperador. El seu fill petit, Jianwen, el va succeir, però el tron va ser usurpat ràpidament pel seu oncle, Zhu Di, que regnà amb el nom d'emperador Yongle (Yung-lo) des de 1402 fins al 1424.
Havent pres nota de les dificultats que provocaren els eunucs a la cort dels Song, Yongle va prendre nombroses mesures en contra d'ells; va reduir-ne el nombre, els prohibí que poguessin posseir documents, creà mecanismes perquè fossin analfabets i eliminà els que interferien en els assumptes d'Estat. La seva aversió se simbolitza en una placa que hi havia el seu palau on quedava escrit: "L'eunuc no té res a veure amb l'administració." Malgrat els seus esforços, durant el regnat del seu successor els eunucs van recuperar una certa influència.
El poder es va fer cada vegada més autocràtic, encara que Hongwu es va veure obligat a seguir utilitzant el que ell va anomenar els "grans secretaris", individus que ajudaven la burocràcia per a gestionar l'abundant paperassa, documents entre els quals hi havia peticions i recomanacions pel tron, respostes als edictes imperials, informes de diversos tipus i arxius fiscals.
L'administració va passar un període de reformes entre els anys 1450 i 1550. Durant els regnats de Chenghua i Hongzhi, hi va haver un desig d'institucionalitzar les pràctiques administratives, amb relació a la selecció del personal, els procediments que regeixen la presentació d'escrits al tron, la funció dels censors que, entre altres qüestions, supervisaven el treball dels seus companys. La justícia també estava ben codificada; institucions com la cort imperial, les sessions en les que s'explicaven els llibres clàssics a l'emperador i els principis de la fiscalitat es consolidaren durant la segona meitat del segle xv.
Les directrius sobre dret administratiu estan recollides en el llibre Da Ming Huidian (大明会典)(Col·lecció de Lleis), publicat per primera vegada el 1503. El poder militar va donar pas a una burocràcia civil; el nomenament per mèrits en benefici del sistema de concursos a través del sistema d'exàmens imperials, i a finals del XV i principis del segle xvi els jinshi (doctors) predominen dins el govern. L'administració de les províncies també viu un augment del nombre de funcionaris públics, amb càrrecs com els xunfu (governadors) i els zongdu (governador general). El paper dels "grans secretaris" dins el govern es va convertir en predominant a partir del 1520 i fins a finals del segle xvi. El desenvolupament de faccions durant el regnat de Jiajing també condueix a una ràpida rotació d'alts càrrecs administratius.
L'educació també es va transformar lentament, amb una davallada del Col·legi Imperial, especialment a partir de mitjan segle xv a causa de la venalitat dels títols acadèmics, i un descens de la qualitat de les escoles públiques locals a favor del desenvolupament de les acadèmies privades (shuyuan) que apareixen al llarg del segle xvi, i l'increment dels preceptors particulars.

## L'organització de l'exèrcit

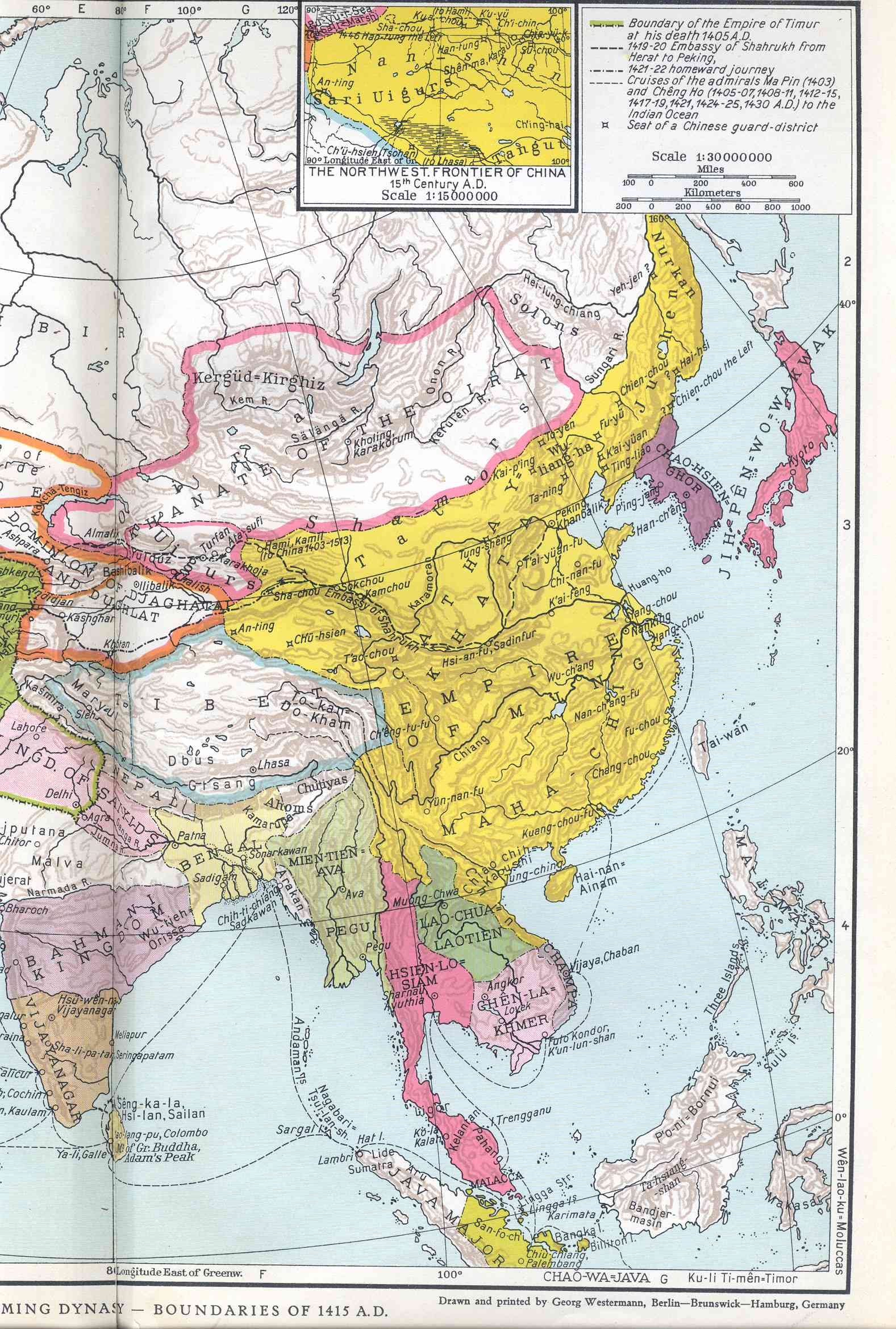
L'Imperi Ming en la seva màxima expansió durant el govern de l'emperador Yongle

L'exèrcit de l'imperi era impressionant. En el cens de 1393 es recull que a l'exèrcit de l'Imperi hi havia cinc mariscals, disset comandants, un per cadascuna de les disset regions, amb 329 guarnicions d'uns 6.000 homes cadascuna. A la capital de l'imperi hi havia 2.747 oficials, 206.280 soldats i 4.751 cavalls; a la resta del país, 12.742 oficials, 992.154 soldats i 40.329 cavalls.
Per garantir l'estabilitat dels exèrcits, l'emperador Hongwu va decretar que el càrrec de soldat seria hereditari. Tothom rebia un tros de terra per satisfer les seves necessitats, i hi podia treballar el 70% del seu temps; la resta, es dedicava a la preparació militar. Aquest sistema tenia els seus beneficis perquè permetia el cultiu de terres verges; malauradament, a partir del segle xv, aquest tipus d'organització fracassà, ja que en època de crisi els soldats venien les seves terres i migraven, integrant-se en activitats civils. Entre el 1450 i el 1550 l'estat es va veure obligat cada vegada més a fer crides al servei militar, i després a contractar mercenaris. Es creà el servei en la milícia local, minbing (tropes civils), que a partir de 1494 es convertí en obligatori. Però aquest sistema tampoc no acabà de funcionar i es creà un tipus d'impostos destinats a la contractació de mercenaris, de tropes més ben remunerades i que eren les tropes d'elit, com els monjos-soldats Shaolin.

## El cens de 1393
Els inicis de l'època Ming en el marc del regnat de l'emperador primer es caracteritza per un ràpid i notable creixement de la població, a causa en gran part a les reformes agràries impulsades per Hongwu i l'augment dels recursos alimentaris. Al final de la dinastia, la població havia augmentat de manera considerable gràcies a la millora de les tècniques agrícoles impulsades per un estat que portà endavant un revolució camperola i agrària inspirada en el confucianisme.
Per obtenir el màxim benefici dels recursos econòmics i humans que hi havia al seu imperi, Hongwu va voler identificar la població i establir el registre de cada municipi, que no s'havia fet des de feia sis segles. Els registres censaren 8.057.623 d'hectàrees de terres de regadiu a tot el país. L'estat rebé l'impost de 4.700.000 d'hectolitres de blat i 24.700.000 hectolitres d'arròs, un 50% més que abans de l'establiment dels cadastres.
El 1393 hi havia 16.520.680 famílies, la qual cosa representa una població total de 60.540.812 de persones. Per identificar la població, la dividí segons el sistema del li i del jia. Un li comprèn un centenar de famílies, i com a cap es nomenen els deu propietaris de terres més rics, i cadascun ha d'exercir el control sobre deu famílies, que constitueixen la jia. Ells tenen la responsabilitat administrativa i reparteixen el total de les taxes entre totes les famílies. Cada any, un grup de deu famílies estan sotmesos a determinades tasques al servei de l'Estat, és a dir, treballen gratuïtament en feines d'interès públic que decidia l'estat. Els funcionaris locals remeten els registres del dia a dia cada deu anys. Gairebé la totalitat de la població està sota control domiciliari i ha de tenir un passi especial per quan vol anar més enllà dels 50 km de casa seva. En el cens, cada individu, deixant de banda els funcionaris i els religiosos, s'han d'inscriure en una de les quatre categories existents: camperols, intel·lectuals, artesans i comerciants, i regularment han d'informar a l'administració de les seves activitats.

## L'amenaça mongola
Els emperadors Ming es van prendre molt seriosament l'amenaça dels mongols. Yongle va llançar diverses campanyes contra ells, i el 1403 va iniciar el trasllat de la capital de Nanquín a Pequín, procés que finalitza en 1421 per poder exercir un millor control de la frontera nord.

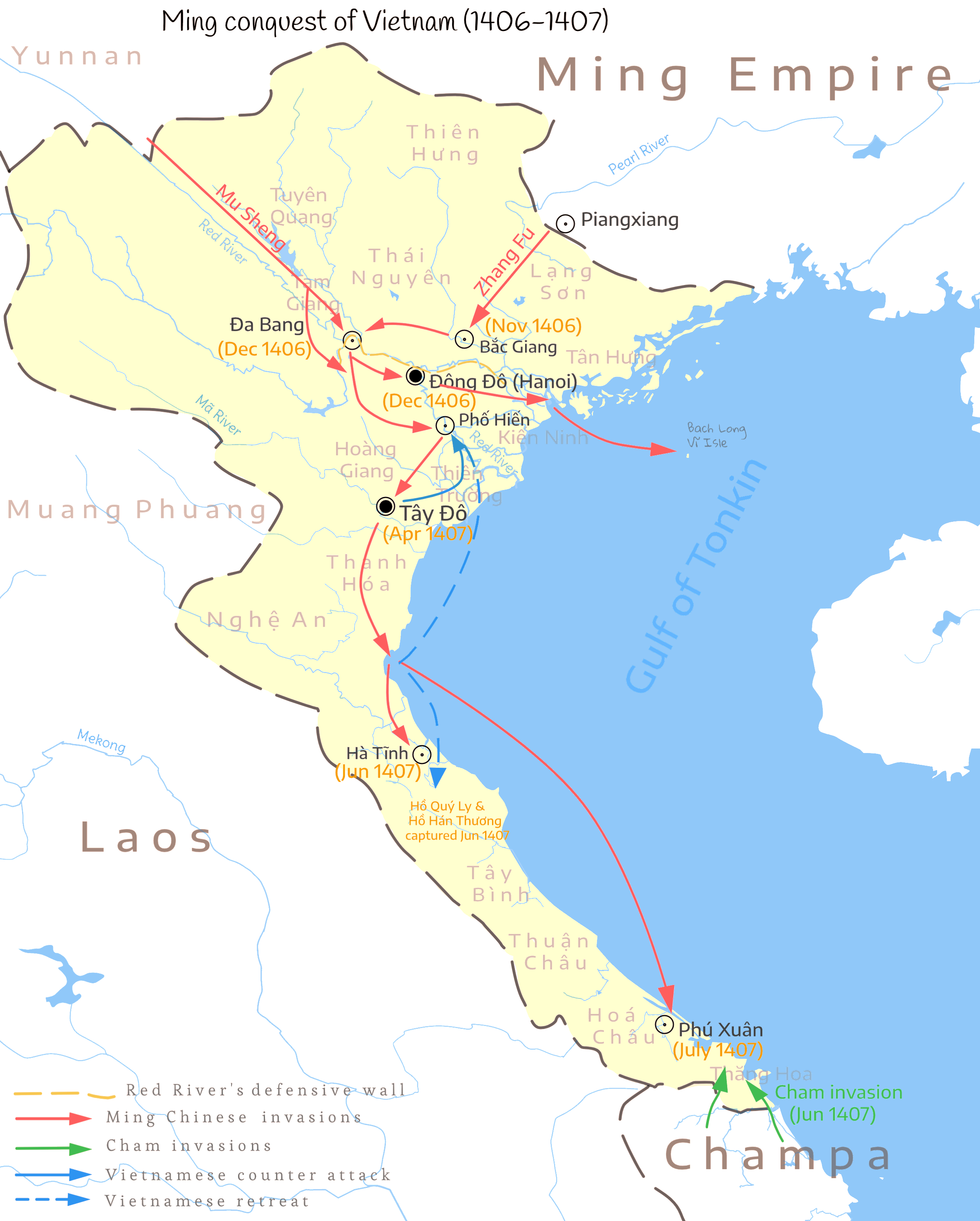
Invasió xinesa del Vietnam (1406-1407)

El 1407 Yongle va capturar Hồ Quý Ly destruint la dinastia Hồ a la batalla de Ham Tu i incorporant Dai Ngu a l'Imperi com a província de Jiaozhi, fins que un terratinent del sud, Lê Lợi, es va revoltar  el 1418 i l'any 1427 va prendre el poder.
El 1449, després de la derrota xinesa de Tumu davant els oïrats, l'imperi es replegà sobre si mateix, però es pogué aprofitar de les divisions internes dels mongols i l'amenaça disminuí. A finals del segle xv, els mongols ataquen la frontera anualment. Pequín, protegida per les fortaleses de Xuanfu i Datong, vivia en una amenaça. El 1500, amb la reunificació de l'est de Mongòlia sota el lideratge de Dayan Khan, l'amenaça augmenta i es fa més precisa.
Després de conquerir Txampa el 1471, l'emperador vietnamita Lê Thánh Tông es va revenjar envaint Lan Xang, que va provocar el caos a Lan Xang seguit de molts intents de la família reial per apoderar-se del tron. Els primers èxits de la guerra van permetre a Đại Việt capturar la capital Luang Prabang i destruir la ciutat de Xiang Khouang a Muang Phuan, però la guerra va acabar com una victòria estratègica per a Lan Xang, ja que van poder forçar els vietnamites a retirar-se amb l'ajuda del Regne de Lanna i la dinastia Ming, entrant en un període de pau.
La cort Ming vivia dividida entre decidir-se per alguna de les dues estratègies que es plantejaven. Per una banda, hi havia els partidaris d'una ofensiva política, que pretenien la recuperació de les bones relacions amb els ordos i establir pactes amb ells, i organitzar expedicions militars contra els oirats. D'altres, volien reforçar la Gran Muralla fent més gruixuda la paret, reforma que finalment fou empresa a partir del 1570, i potenciar l'enviament d'ambaixades a diversos llocs, tot obrint els mercats al comerç fronterer amb els mongols. El debat es va reprendre amb la represa de les incursions dels mongols orientals liderats per Altan Khan, especialment els anys 1529, 1530 i 1542. El 1550 van aconseguir saquejar i incendiar els afores de Pequín. El 1553, es va decidir construir murs al voltant de Pequín, però les incursions i els atacs d'Altan duraren fins als acords de pau i l'establiment de relacions comercials de 1570.

## Declivi i caiguda
El 1618 el jurtxet Nurhaci, que el 1616 es va nomenar a si mateix kan i va fundar la dinastia dels Jin posteriors va fer redactar un document que es deia les Set Grans Vexacions en el qual proclamava els motius pels quals es revoltava contra els governants de la dinastia Ming. El 1618 va conquerir Fushun.
Nurhaci es va retirar a Hetu Ala, la capital de Jin posterior, on va romandre un mes, i la fortalesa de Qinghe va ser reforçada amb uns centenars d'homes. El comissari militar Yang Hao va aconsellar al comandant de la fortalesa, Zou Chuxian, que embosqués amb canons als Jin en un port de muntanya proper però va quedar-se a la fortalesa, on fou derrotat i mort.
El 1619, Nurhaci va atacar els Yehe en un intent de provocar els Ming, i l'emperador Wanli va respondre enviant forces expedicionàries liderades per Yang Hao per assetjar Hetu Ala des de quatre rutes però la cavalleria Jin posterior va derrotar a les forces Ming i els seus aliats Joseon equipades amb canons de mà, canons i arcabussos.
A principis de 1621 Nurhaci va envair la península de Liaodong i després de la batalla de Shen-Liao va capturar les ciutats de Shenyang i Liaoyang dels Ming, i va moure la capital de Hetu Ala a Liaoyang en 1621 i a Shenyang, que reanomenà com Mukden el 1625 i on es va fer construir un palau. El 28 de setembre de 1626 els Ming van derrotar Nurhaci a la batalla de Ningyuan, que va ser ferit per un canó portuguès i va morir dos dies després, el 30 de setembre i el va succeir son fill Huang-Taiji.
Després de la Invasió Qing de Joseon al voltant de 1640 els manxús havien entrat des del nord, iniciant la conquesta de la Xina i el 1644 el líder rebel Li Zicheng es va proclamar a si mateix com el primer emperador de la nova dinastia Shun i va marxar sobre Pequín, ciutat que va prendre fàcilment i l'emperador Chongzhen es va suïcidar a la Ciutat Prohibida. L'abril de 1644, després de prendre Pequín, Li Zicheng va dirigir un exèrcit de 600.000 homes per enfrontar-se a Wu Sangui, el comandant general dels ming. 100.000 soldats guardaven el  Pas de Shanhai (山海关), pas obligat des del nord-est de la Gran Muralla Xinesa. Shanhaiguan estava localitzat a uns cinquanta quilòmetres al nord-est de Pequín i durant anys les seves defenses van ser les que van mantenir als manxús lluny de la capital. Wu Sangui, atrapat entre dos enemics, va decidir negociar amb els manxús de la dinastia Qing i fer una aliança amb el príncep Dorgon, regent de l'emperador Shunzhi de sis anys, fill de l'emperador Huang-Taiji que havia mort l'any anterior. De forma conjunta, els dos exèrcits van derrotar les forces rebels de Li Zicheng a la batalla del Pas de Shanhai del 27 de maig de 1644. L'exèrcit Qing va poder així depassar la frontera defensiva tradicional dels Ming i entrar en la vall del Riu Groc gràcies a la col·laboració de Wu Sangui i van conquistar Pequín amb facilitat. Wu Sangui esperava que els manxús acceptessin retirar-se a les seves terres al nord de la Gran Muralla després d'ajudar a la restauració de la dinastia Ming, però el resultat va ser molt diferent. L'emperador Shunzhi va fer traslladar la cort Qing de Mukden a Pequín Zicheng va fugir al nord, on va ser probablement assassinat pels vilatans. El conflicte va necessitar disset anys més de lluites entre els que estaven al poder, els pretendents i els rebels ming i els manxús van continuar conquistant els territoris que havien estat sota l'autoritat de la caiguda dinastia Ming.
Després de la mort de Chongzhen, les forces partidàries van proclamar la dinastia Ming del Sud a Nanjing, nomenant Zhu Yousong, el Príncep de Fu com l'emperador Hongguang. Això no obstant, el 1645 els exèrcits Qing van començar a moure's en contra de les restes de la dinastia Ming, i Nanjing es va rendir el 8 de juny de 1645. Zhu va ser capturat el 15 de juny i portat Beijing, on va transir l'any següent. Els disminuïts Ming van ser empesos constantment cap al sud, i el 1658, Zhu Youlang l'últim pretendent Ming va buscar refugi sota la protecció de Pindale, establint-se al Regne de Taungoo el 1661 però aviat es va fer evident que tenia la intenció d'establir un regne a Birmània, i va esclatar la guerra amb els seus amfitrions. Els xinesos van devastar la terra al voltant d'Ava però no van aconseguir capturar-la, gràcies a la defensa que oferia l'artilleria portuguesa mercenària de Pindale, però Pye Min va donar un cop d'estat i va trencar el setge i va ordenar que tots els xinesos amb l'excepció de Youlang, fossin matats. El desembre de 1661, un exèrcit Qing de 20.000 homes comandat per Wu Sangui va entrar a Taungoo exigint la rendició de Youlang, a qui foren entregats, sent portats de nou a la província de Yunnan i va ser executat a principis de 1662.
Els Qing van completar la conquesta de la Xina la dècada de 1680 eliminant els últims estats successors Ming al sud. A canvi d'assegurar el control d'aquests territoris, Kangxi va permetre certa autonomia en el govern, cosa que va permetre l'increment del poder d'aquesta elit, que va originar la rebel·lió dels tres feudataris que comptà amb un suport popular. Un cop vençuda, Kangxi va dirigir els seus esforços cap a l'illa de Taiwan (Formosa), on es refugiaven els darrers partidaris dels Ming.

## De l'exploració dels Ming a l'aïllament

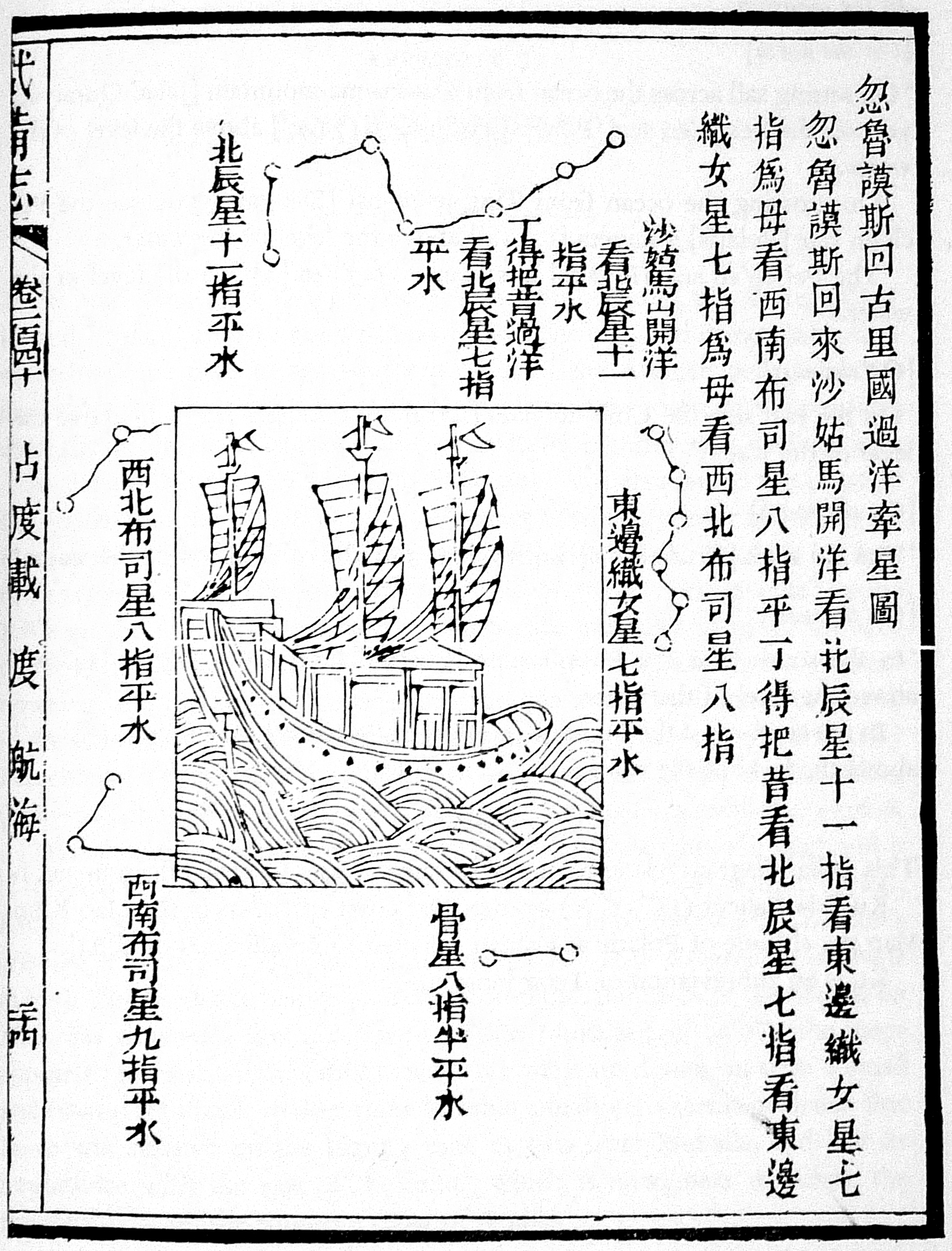
Carta de navegació de Zheng He entre Calicut i Ormuz (1430)

La xenofòbia i la introspecció intel·lectual característica de la nova escola neoconfuciana, cada vegada més popular a la dinastia Ming, no comportà l'aïllament físic de la Xina. Seguien establint-se contactes amb el món exterior, en particular amb el Japó, i el comerç exterior va augmentar considerablement.
L'emperador Yongle va estendre la influència xinesa més enllà de les fronteres mitjançant el foment de les relacions amb altres dirigents als quals animava a enviar ambaixadors a la Xina i pagar un tribut. L'exèrcit xinès reconquerí Annam i aturà expansionisme mongol, i la flota comercial xinesa va navegar pels mars de la Xina i l'oceà Índic, fins a la costa oriental d'Àfrica. El xinesos aconseguiren una certa influència al Turquestan. Les nacions marítimes asiàtiques enviaren ambaixadors amb tributs per a l'emperador xinès. Pel que fa a l'economia, el Gran Canal es va eixamplar arribant fins als límits més remots de l'imperi per estimular el comerç interior.
L'aventura més extraordinària d'aquell període va ser la de les set expedicions que va comandar Zheng He, iniciatives que el portaren a travessar l'oceà Índic i recórrer els arxipèlags del sud d'Àsia. Zheng He era un eunuc musulmà ambiciós, un descendent dels mongols, i un estranger dins l'elit confuciana dels mandarins. Va conduir set expedicions marítimes entre el 1405 i el 1433, sis d'elles sota els auspicis de l'emperador Yongle. Aquestes expedicions serviren per poder explorar els mars del sud, travessà l'oceà Índic i probablement anà més enllà del cap de Bona Esperança; segons la hipòtesi de 1421, sembla que arribà fins a Amèrica.
La iniciativa de Zheng He, el 1403, de promoure viatges per anar més enllà dels territoris d'intercanvi habitual va ser un triomf per als grups empresarials que tractaven d'impulsar el comerç tradicional i no el mercantilisme. Els interessos dels grups de pressió empresarials i religiosos estaven molt vinculats. L'ofensiva de l'elit intel·lectual neoconfuciana i dels lobbys religiosos encoratjaren el comerç i l'exploració de nous territoris en part per a desviar fons de l'estat destinats a la lluita anticlerical, acció que promovien els erudits confucianistes. La primera expedició, la del 1405, constava de 62 vaixells i 28.000 homes, i representà l'expedició marítima més gran de la història de la Xina. Els vaixells anaven amb més de 500 soldats, i amb força mercaderies d'exportació, principalment de seda i porcellana, i van portar de l'estranger articles de luxe com espècies i fustes tropicals.
El motiu d'aquestes grans empreses era divers i alguns d'aquests grans vaixells tenien cabines privades per als comerciants, però l'objectiu principal era sens dubte polític. De fet, la Xina liderà una mena de renaixement després d'un segle de barbàrie, i rebia tributs d'altres estats en senyal d'aquest lideratge social i econòmic. El caràcter polític dels viatges de Zheng He indica la participació en el poder de les elits polítiques. Però, malgrat la mostra d'un formidable poder sense precedents, els viatges de Zheng He no tenien la intenció d'estendre la sobirania de la Xina més enllà de la seva zona d'influència; aquesta és la gran diferència amb les expedicions europees del segle xv.
Prova de la dura competència entre les elits és que els viatges de Zheng He van ser molt criticats per alguns sectors. Per una banda, tenien el suport d'alguns eunucs, però per l'altra eren molt criticats pels funcionaris confucians. Una prova que indica el grau al qual va arribar aquesta aversió és que els buròcrates van tractar d'eliminar qualsevol menció dels viatges en els informes oficials. Finalment, els atacs mongols van fer inclinar la balança a favor dels funcionaris i aquestes iniciatives passaren a la història.
A finals del segle xv, les lleis prohibiren als xinesos construir vaixells de navegació marítima o d'abandonar el país. Els historiadors estan d'acord que aquesta mesura es va prendre per contrarestar la pirateria. En qualsevol cas, aquestes restriccions a l'emigració i a la construcció naval en gran part van perdurar i no es van aixecar fins a mitjan segle xvii.
Als anys 1960, diversos historiadors com John Fairbank i Joseph Levinson han recolzat l'opinió que aquesta renovació va comportar un estancament econòmic i cultural, i que la ciència i la filosofia van quedar atrapades per les tradicions, i s'apagà qualsevol nou intent renovador. Aquests historiadors es basen en el fet que el segle xv la reducció de la magnífica flota com a conseqüència dels decrets imperials va reduir els contactes comercials amb l'exterior que en aquells temps es feien fonamentalment per mar.

## Davallada de la revolució comercial

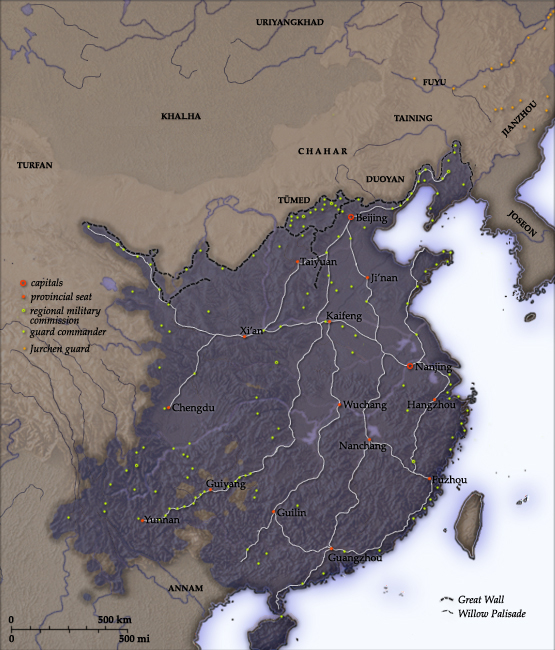
Mapa de l'Imperi de la dinastia Ming en 1580 al moment del seu declivi

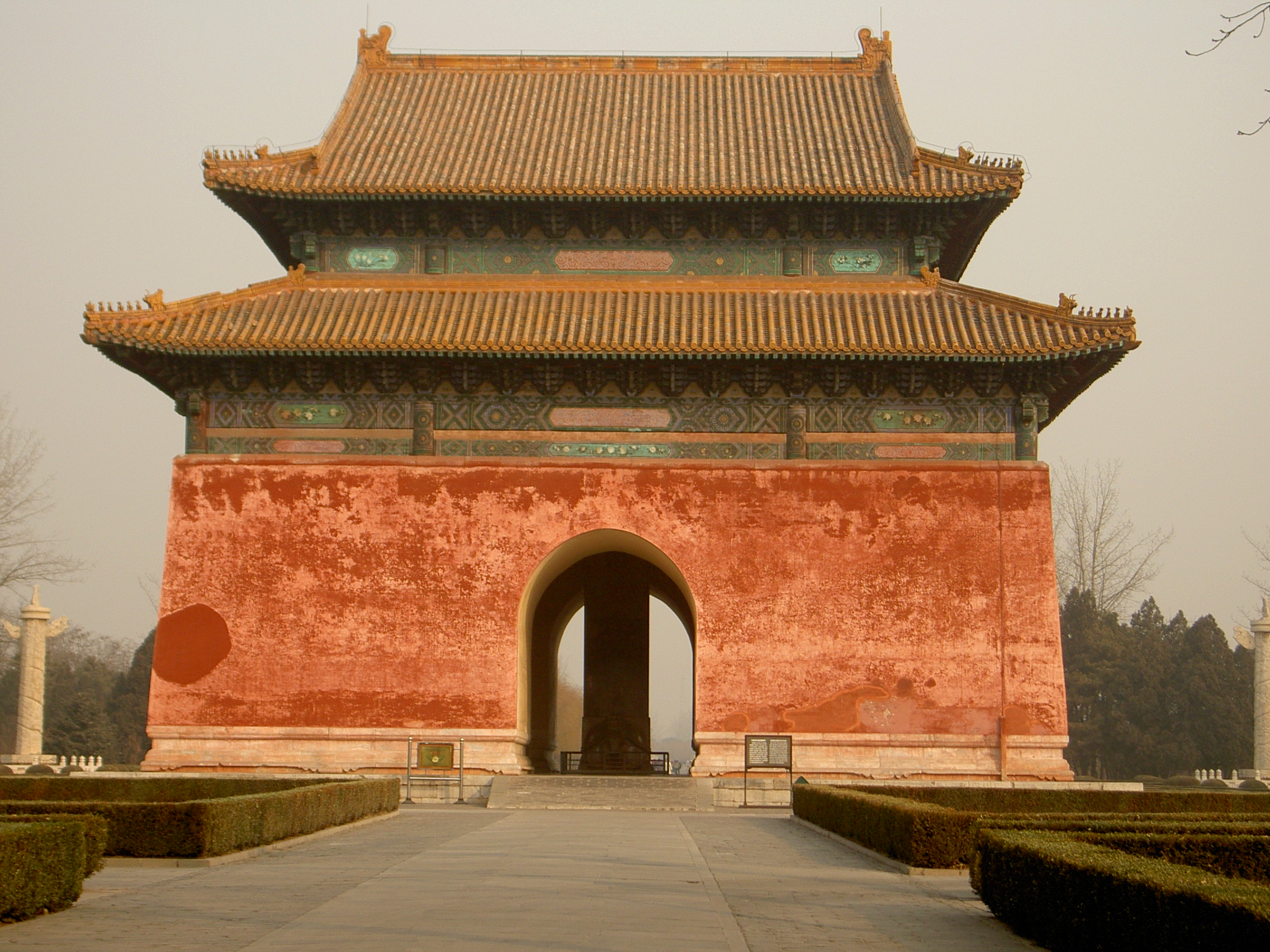
Tomba dels Ming

La combinació de llargues guerres amb els mongols, les incursions del Japó a Corea i les provocacions de la flota japonesa a les ciutats costaneres al llarg del segle xvii debilità la dinastia Ming, que finalment va ser enderrocada per la dinastia Qing.
Els historiadors es qüestionen sobre les veritables causes de l'alentiment en el desenvolupament del capitalisme i la industrialització a la Xina en comparació amb Europa. De fet, al final de l'època Ming, les característiques del "capitalisme incipient" de la Xina tenia uns referents molt similars als d'Occident. Alguns especialistes d'història de l'economia actuals, com Kenneth Pomeranz, creuen que el 1750 les condicions econòmiques i tecnològiques eren similars, però la diferència en el posterior desenvolupament es pot explicar per les possibilitats d'accés als diferents recursos naturals.
El centre del debat es troba encara en el contrast existent entre els sistemes econòmics i polítics d'Orient i Occident. Se suposa que les transformacions econòmiques van comportar uns determinats canvis socials, que també van tenir les corresponents conseqüències polítiques. A partir d'aquí, es pot comprendre millor que el desenvolupament del capitalisme va representar un model econòmic molt actiu i una gran força motriu de l'Europa moderna; el principi és simple i es basa a estimular el capital de treball que permet produir més capital.
Podem distingir diverses etapes en la història del capitalisme occidental. El capitalisme es fonamenta en una primera fase comercial i s'associa amb fenòmens històrics que eren presents durant el període Ming: el descobriment i la colonització, la innovació científica i el desenvolupament de comerç marítim intercontinental. Però, a diferència de la Xina, a Europa els governs protegiren la naixent classe burgesa composta principalment pels comerciants, i ho feren a través d'exercir el control per part de l'Estat, amb una política de subvencions i d'acords de monopoli, com les concedides a la Companyia Britànica de les Índies Orientals. Els governs absolutistes d'aquest període van adonar-se dels beneficis del desenvolupament del comerç burgès com una font d'enriquiment de l'Estat.
La desacceleració d'aquest desenvolupament és encara més sorprenent si es considera que durant el darrer segle de la dinastia Ming hi havia una economia monetària real, juntament amb l'aparició dels grans consumidors industrials i comercials, públics i privats, com els principals centres tèxtils del sud-oest. Aquesta qüestió està en el centre dels debats sobre la disminució relativa del potencial econòmic de la Xina en comparació amb el modern Occident, almenys fins a l'arribada del maoisme.
A la dècada del 1970, historiadors marxistes xinesos identifiquen en el període Ming la presència d'un capitalisme incipient, tímid, fet que no significa la disminució del comerç i la influència exercida per la regulació estatal sobre el comerç durant aquest període. Aquests historiadors creuen que la frenada en el desenvolupament es va perllongar a causa de la conquesta manxú i l'expansió de l'imperialisme europeu, en particular arran de la guerra de l'Opi.
L'escola post-moderna xinesa considera que aquesta teoria com a errònia o simplista. Aquests historiadors —entre ells Jonathan Spence, Kenneth Pomeranz, i Joanna Waley-Cohen— neguen que la Xina estigués doblegada sobre si mateix en aquest moment i destaquen l'augment del volum de comerç entre la Xina i el sud-est d'Àsia. La prohibició de la navegació a alta mar, que pretenia limitar la pirateria, es va decidir a instàncies de l'administració i es va posar èmfasi en el seu efecte advers sobre el cabotatge. Quan els portuguesos van arribar a l'Índia, es van trobar amb una xarxa d'expansió a la Xina que va tenir lloc a continuació. Després, al llarg del segle xvi, els europeus van fer la seva aparició a la costa oriental i van crear el primer europeu de comerç de la Xina, Macau. Altres historiadors, però, relacionen al desenvolupament prematur del mercantilisme i la industrialització en el model occidental a la decadència de la dinastia Ming.
El paper que va tenir l'Estat a frenar l'activitat comercial és el tema central del debat. Durant els primers anys de la dinastia Ming, Hongwu estava més interessat en els ingressos que l'Estat podia obtenir de l'agricultura que del comerç. Per una banda, desconeixien el funcionament dels processos econòmics i, per l'altra, Hongwu estava influït per la burgesia seguidora de Confuci, i acceptà l'opinió confuciana que els comerciants són uns paràsits de la societat. El confucianisme advoca per la idea que la riquesa s'ha d'extreure de l'agricultura i l'acte comercial és una vergonya. A més, aquest punt de vista podria ser més fàcilment acceptat per Hongwu a causa dels seus orígens pagesos. Per tant, durant l'època Ming, l'èmfasi estava en la producció de la terra. Per contra, a la dinastia Song que va precedir als mongols, es prioritzaven els ingressos derivats de les activitats dels comerciants. Les lleis que regien el comerç i les restriccions sobre el treball dels artesans es va mantenir essencialment de la mateixa manera que en el període Song, però els comerciants del període mongol van haver de complir amb aquestes lleis i la seva influència anà disminuint ràpidament.
El final del període Ming va ser testimoni de l'aparició d'una economia monetària basada en els diners, gràcies en gran part, al comerç amb Amèrica a través d'Espanya i Portugal. El flux de diners procedents del Nou Món va servir per pagar les exportacions xineses de te, seda i ceràmica, i els empresaris xinesos van trobar la manera de produir una porcellana més barata per satisfer les demandes dels mercats europeus. Tanmateix, és difícil parlar de capitalisme emergent quan el pes de la política sobre l'economia és molt important. A Europa, el capitalisme es recolzà en l'estat que veu la burgesia com una nova base impositiva. La Xina no va desenvolupar aquest sistema al mateix nivell.
El regnat de Hongwu, però, va veure el paper moneda. Però el seu desconeixement del fenomen de la inflació va obligar, el 1425, a tornar a introduir les monedes de coure, el valor dels bitllets s'havien dividit per setanta. Una de les característiques de l'època Ming va ser el control i no el suport de l'Estat sobre l'economia i la societat en el seu conjunt. Aquest fet, agreujat per la concentració de poder en mans d'emperadors menys competents fonamenten l'explicació donada pels historiadors occidentals per entendre la davallada de l'imperi.

## Emperadors

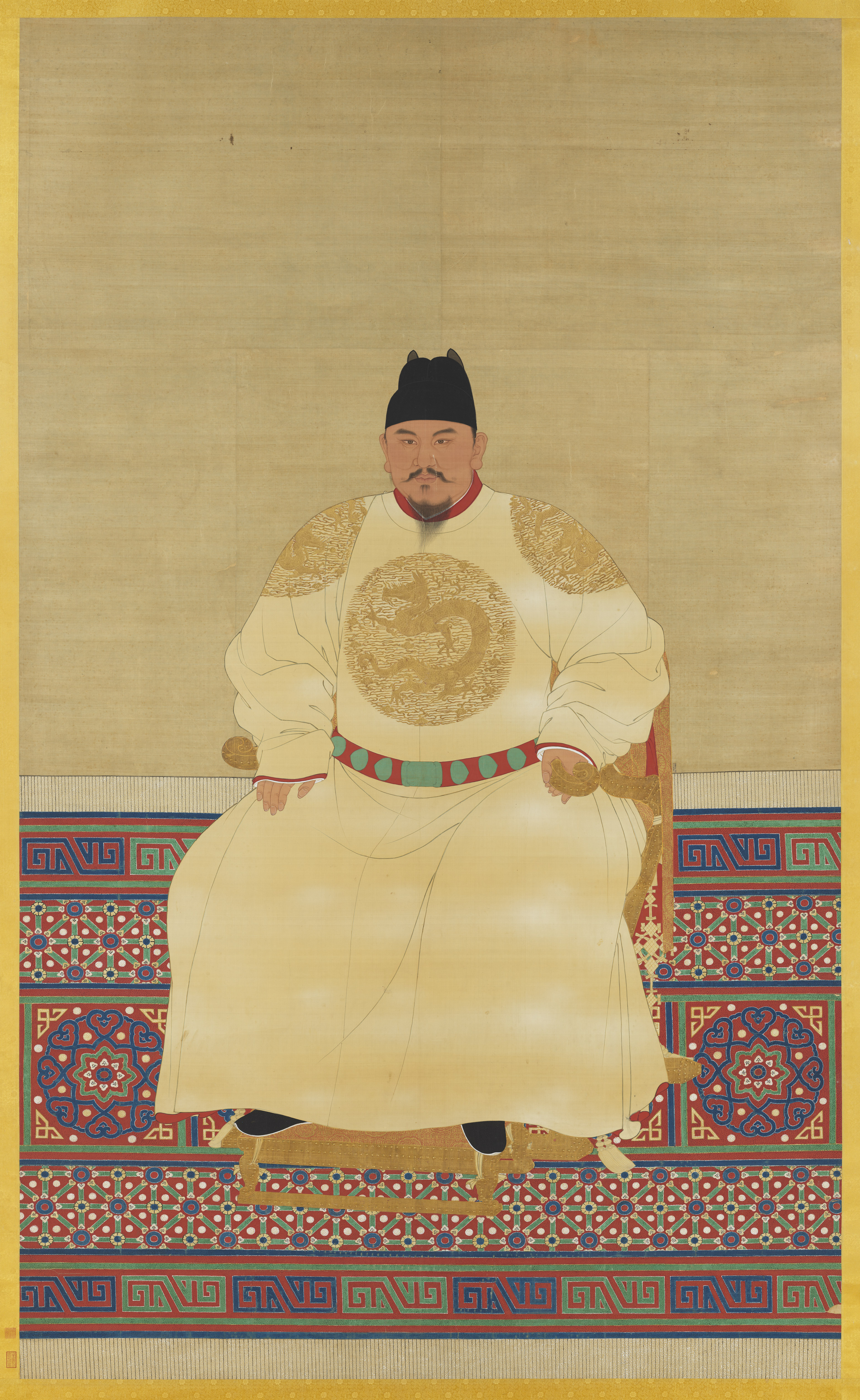
Hongwu

| Nom de temple            | Nom personal         | Nom de regnat o d`època | Anys de regnat |
| ------------------------ | -------------------- | ----------------------- | -------------- |
| 太祖 Taizu               | 朱元璋 Zhu Yuanzhang | 洪武 Hongwu             | 1368-1398      |
| 惠帝 Huidi               | 朱允炆 Zhu Yunwen    | 建文 Jianwen            | 1398-1402      |
| 成祖 Chengzu             | 朱棣 Zhu Di          | 永乐 Yǒnglè             | 1402-1424      |
| 仁宗 Renzong             | 朱高炽 Zhu Gaochi    | 洪熙 Hongxi             | 1424-1425      |
| 宣宗 Xuanzong            | 朱瞻基 Zhu Zhanji    | 宣德 Xuande             | 1425-1435      |
| 英宗 Yingzong            | 朱祁镇 Zhu Qizhen    | 正统 Zhengtong          | 1435-1449      |
| 代宗 Daizong             | 朱祁钰 Zhu Qiyu      | 景泰 Jingtai            | 1449-1457      |
| 英宗 Yingzong (2ª etapa) | 朱祁镇 Zhu Qizhen    | 天顺 Tianshun           | 1457-1464      |
| 宪宗 Xianzong            | 朱见深 Zhu Jianshen  | 成化 Chenghua           | 1464-1487      |
| 孝宗 Xiaozong            | 朱祐樘 Zhu Youtang   | 弘治 Hongzhi            | 1487-1505      |
| 武宗 Wuzong              | 朱厚照 Zhu Houzhao   | 正德 Zhengde            | 1505-1521      |
| 世宗 Shizong             | 朱厚骢 Zhu Houzong   | 嘉靖 Emperador Jiajing  | 1521-1567      |
| 穆宗 Muzong              | 朱载垕 Zhu Zaihou    | 隆庆 Emperador Longqing | 1567-1572      |
| 神宗 Shen Zong           | 朱翊钧 Zhu Yijun     | 万历 Wanli              | 1572-1620      |
| 光宗 Guangzong           | 朱常洛 Zhu Changluo  | 泰昌 Emperador Taichang | 1620 - 1621    |
| 熹宗 Xizong              | 朱由校 Zhu Youjiao   | 天启 Emperador Tianqi   | 1621-1627      |
| 思宗 Sizong              | 朱由检 Zhu Youjian   | 崇祯 Chongzhen          | 1627-1644      |